# Kościół św. Józefa w Rubieżewiczach
Kościół św. Józefa w Rubieżewiczach (biał. Касцёл Святога Юзафа lub Язэпа) — rzymskokatolicka świątynia we wsi Rubieżewicze w rejonie stołpeckim, w obwodzie mińskim na Białorusi.
Kościół parafialny parafii św. Józefa w Rubieżewiczach.

## Historia
Wzniesiony w latach 1907–1917 z kamienia, w stylu nawiązującym do gotyku. Zbudował go mieszczanin Antoni Tur, który pisał i trzykrotnie pieszo dostarczał podania do rosyjskiego cara w Petersburgu z prośbą o zezwolenie na budowę. Uzyskał ją w 1905 roku z zastrzeżeniem, że kościół ma być dużych rozmiarów i wzniesiony w ciągu 3 lat.
Wiosną 1944 r. partyzancki pluton AK wytrwał w tej świątyni całodzienne oblężenie partyzantów sowieckich.

## Opis
Obok kościoła znajduje się tzw. „Ogród kamieni”. Kamienie upamiętniają wsie uczestniczące w fundowaniu kościoła, a najstarszy z nich, kamień fundacyjny koło wejścia do kościoła upamiętnia datek na budowę złożony przez Antoniego Tura. Ponadto obok kościoła stoi pomnik ku czci żołnierzy polskich. Ma on formę biało-czerwonego obelisku z figurą Jezusa Chrystusa na szczycie i Orła Białego z przodu.